# Popular (canción de Helena Paparizou)
Popular (en español: "Popular") es una versión de la cantante greco-sueca, Helena Paparizou, de la canción que representó a Suecia en Eurovisión 2011 (Popular de Eric Saade).
Está compuesta por Fredrik Kempe y producida por Peter Boström. Helena Paparizou versionó la canción para la final del Melodifestivalen 2012 cambiando la primera parte a un estilo más jazz.

## Promoción
La noche del 10 de marzo fue la final del Melodifestivalen 2012 donde Helena Paparizou presentó la versión de Popular de Eric Saade con un espectáculo de estilo cabaret. A las pocas horas de su aparición en la televisión sueca, el nuevo single de la cantante greco-sueca fue publicado en iTunes de Suecia. Tuvo buena acepción por parte del público sueco y durante media semana estuvo moviéndose por el Top 50 de la lista de ventas de iTunes, llegando al puesto 28.

## Listas
| País   | Chart                          | Mejor posición |
| ------ | ------------------------------ | -------------- |
| Suecia | Digital Singles Chart (iTunes) | 28             |